# ザンダカ主義
ザンダカ主義（zandaqat）は、中世イスラーム社会において、イスラームの中心教義にそぐわない信仰を持ちながら、あるいは宗教実践を行っていながら、自らをイスラーム教徒と規定しているとみなされる思想のことである。また、そのような「イスラーム教徒」をザンダカ主義者（Zindīq）という。

## 語源
「ザンダカ主義」を意味するアラビア語の単語 zandaqat （ザンダカ）は「ザンダカ主義者」を意味する男性単数名詞 zindīq の抽象名詞形あるいは形容詞形である。そして zindīq は、先イスラーム時代の中期ペルシア語の単語 𐭦𐭭𐭣𐭩𐭪 zandik からの借用語である。この語の語源と先イスラーム時代における意味については諸説あるが、ゾロアスター教の用語である。
Zindīq (زنديق) あるいは Zandik (𐭦𐭭𐭣𐭩𐭪) は当初、サーサーン朝におけるマニ教の信者を貶める呼び名として使われていた。8世紀のアッバース朝期には、 zindīq という単語及びその形容詞形 zandaqa の含意するところは幅広くなり、マニ教徒などのグノーシス主義的二元論者や不可知論者、無神論者をも指すようになっていた。しかし、アッバース朝期に「ザンダカ主義者」として迫害された人々の多くは自身をイスラーム教徒であると自己規定しており、その場合は「隠れてマニ教の教えを信じている」ことが批難の対象であった。「二元論の兆候がある」というだけでこうした批難の理由付けになったし、「イスラームを公然と侮辱した」ことが個人への攻撃の理由になった。アッバース朝初期には「ザンダカ主義者」のレッテルを貼られて迫害された詩人が何人もいるが、これらの人々が実際にマニ教の教えを信じていた可能性は低い。

## アッバース朝初期の宗教政策
アッバース朝初期のウラマーは「ザンダカ主義者」という用語を反体制派に対して用いた。彼らによれば、ザンダカ主義者は、自身をイスラーム教徒であると公言しながらイスラームの中心教義に相反する教えを信じ、あるいは信仰を実践する。このため、ザンダカ主義者は、背教者あるいは不信仰者とみなされる。ザンダカ主義者であるか否かの基準は、事実上、公然と反体制運動をしたか否かであった。
「ザンダカ主義」の罪は重く、処刑もあり得た。「流血者（サッファーフ）」カリフ、アブル・アッバースは「寛容は結構なことだ。ただし、イスラーム教と君主の尊厳を毀損しかねない物事に関しては例外だ。」と述べたと、この時代の年代記は伝えている。カリフ・マフディーは自由思想や「異端」に反駁する護教論の執筆をウラマーに命じ、さらに「ザンダカ主義者」であるという疑いがあるだけで処刑ができるようにした。こうして何年もかけて自由な思想や異端教説を説く者を根絶やしにしようとした。 マフディーの後継者であるカリフ・ハーディーとラシードもマフディーの対ザンダカ主義政策を続けた。
ただし、カリフ・ラシードはその治世も後半になると弾圧の強度をゆるめ、最終的には政策を放棄した。ミフナ説（クルアーン＝被造物説）を奉じるカリフ・マアムーンの代になると、今度は、マフディー～ラシード時代に「体制側」だった教義を奉じるウラマーや官僚が弾圧される側に回ったが、カリフはザンダカ主義者弾圧政策のやり方をまねて、ミフナ説を受け入れない者たちを弾圧した。

## 弾圧の背景
アッバース朝初期に頻繁に見られた弾圧の理由を明確にするのは容易でない。ザンダカ主義は、イスラームと、その信者の共同体と、アッバース朝国家に対する脅威とみなされた。8世紀の時点ではまだ、イスラーム的な規範は発展途上であり確立されていない。カリフの支配権が及ぶ広大な版図の中で、イスラーム教徒はマイノリティにとどまっていた。改宗した者であっても、そのイスラーム化は「不完全」であると認識されていた。そして、改宗者の多くはかつてマニ教徒であった者たちであり、アッバース朝初期においてマニ教は、長い迫害の中で、伝道する思想を魅力的に発展させたことにより勢力を一時的に回復させてもいた。かくしてマニ教徒はイスラーム教側の宗教エリートやアッバース朝国家に対する脅威として認識されるに至り、「神学上解決させることのできない問題を設定する」「大衆を前にした議論において聴衆を味方につけるのがうまい」「世界観を知的なものに見せかける護教論に長ける」といったいわれなき批難を受けるようになった。

## その後の使われ方
現代でもメインストリームのイスラーム教徒から見て、異端的とされるセクトに対して「ザンダカ主義」の用語が用いられることがある。この場合、ザンダカ主義者とされた者は、イスラームの教えに忠実でないうえ、それが矯正不能であると認識されている。

## 具体的な弾圧の事例
- アブー・ヌワース
- アル・ラーズィー[10]:227–230[11]
- イブン・アル＝ハティーブ
- イブン・アル＝ムカッファ
- Abu Shakir
- Abu Tammar Muttabib
- Abu Isa al-Warraq
- Ibn al-Rawandi
- アル＝マアッリー
- Yazdan ibn Badhan (ペルシア語: یزدان پور باذان)
- Bashar ibn Burd
- Abu 'All Raja' ibn Yazdanbakht, a Manichaean theologian during the caliphate of al-Ma'mun (813-833 CE).[12]
- Abdulkarim ibn abi Al-Ouja'
- Khalid al-Qasri